# Blue Foundation
Blue Foundation – zespół muzyczny założony w 2000 roku w Nowym Jorku z inicjatywy Tobiasa Wilnera, muzyka duńskiego pochodzenia. Znany m.in. z muzyki filmowej: utworu Eyes on Fire do filmu Zmierzch oraz Sweep z filmu Miami Vice.

## Albumy[1]
- Wiseguy & Hollywood
- Blue Foundation (April Records 2001)
- Sweep of Days (Virgin 2004)
- Solid Origami collected, reworked and remixed (Pop Group 2006)
- Life of a Ghost (EMI/Astralwerks 2009)
- In My Mind I Am Free (Dead People's Choice 2012)

## EP
- Dead People's Choice (EMI 2006)